# 2016-os rövid pályás úszó-világbajnokság
A 2016-os rövid pályás úszó-világbajnokságot december 6. és 11. között rendezték Windsorban, Kanadában.
A rendezési jogról 2012. december 11-én Isztambulban, a 2012-es világbajnokság helyszínén döntött a FINA vezetősége. Az Ontario tartománybeli város Hongkongot, Abu-dzabit és Türkmenisztán fővárosát, Aşgabatot előzte meg a szavazáson.

## Éremtáblázat
Magyarország eltérő háttérszínnel kiemelve.
| Hely     | Nemzet                  | Arany | Ezüst | Bronz | Összesen |
| 1.       | Egyesült Államok        | 8     | 15    | 6     | 29       |
| 2.       | Magyarország            | 7     | 2     | 2     | 11       |
| 3.       | Oroszország             | 6     | 5     | 3     | 14       |
| 4.       | Dél-afrikai Köztársaság | 4     | 1     | 0     | 5        |
| 5.       | Dél-Korea               | 3     | 0     | 0     | 3        |
| 6.       | Japán                   | 2     | 2     | 11    | 15       |
| 7.       | Kanada                  | 2     | 3     | 3     | 8        |
| 8.       | Hollandia               | 2     | 3     | 1     | 6        |
| 9.       | Ausztrália              | 2     | 2     | 7     | 11       |
| 10.      | Németország             | 2     | 1     | 0     | 3        |
| 11.      | Olaszország             | 1     | 4     | 2     | 7        |
| 12.      | Nagy-Britannia          | 1     | 2     | 2     | 5        |
| 13.      | Jamaica                 | 1     | 1     | 1     | 3        |
| 13.      | Brazília                | 1     | 1     | 1     | 3        |
| 15.      | Lengyelország           | 1     | 0     | 1     | 2        |
| 15.      | Dánia                   | 1     | 0     | 1     | 2        |
| 15.      | Litvánia                | 1     | 0     | 1     | 2        |
| 18.      | Kína                    | 1     | 0     | 2     | 3        |
| 19.      | Franciaország           | 0     | 2     | 0     | 2        |
| 20.      | Szlovénia               | 0     | 1     | 0     | 1        |
| 20.      | Ukrajna                 | 0     | 1     | 0     | 1        |
| 22.      | Fehéroroszország        | 0     | 0     | 2     | 2        |
|          |                         |       |       |       |          |
| Összesen | Összesen                | 46    | 46    | 46    | 138      |

## Eredmények
- WR – világrekord
- CR – világbajnoki rekord

A váltó versenyszámoknál a csillaggal jelölt versenyzők az előfutamokban szerepeltek.

### Férfiak
| Versenyszám                 | Arany | Arany       | Ezüst | Ezüst    | Bronz | Bronz    |
| --------------------------- | --- | ----------- | --- | -------- | --- | -------- |
| 50 m gyorsúszás             | Jesse Puts · Hollandia | 21,10       | Vlagyimir Morozov · Oroszország | 21,14    | Simonas Bilis · Litvánia | 21,23    |
| 100 m gyorsúszás            | Simonas Bilis · Litvánia | 46,58       | Shinri Shioura · Japán | 46,59    | Tommaso D’Orsogna · Ausztrália                                                                                                  | 46,70    |
| 200 m gyorsúszás            | Pak Thehvan · Dél-Korea | 1:41,03 CR  | Chad le Clos · Dél-afrikai Köztársaság | 1:41,65  | Alekszandr Krasznih · Oroszország                                                                                               | 1:41,95  |
| 400 m gyorsúszás            | Pak Thehvan · Dél-Korea | 3:34,59     | Alekszandr Krasznih · Oroszország | 3:35,30  | Bernek Péter · Magyarország | 3:37,65  |
| 1500 m gyorsúszás           | Pak Thehvan · Dél-Korea | 14:15,51 CR | Gregorio Paltrinieri · Olaszország | 14:21,94 | Wojciech Wojdak · Lengyelország                                                                                                 | 14:25,37 |
| 50 m hátúszás               | Junja Koga · Japán | 22,85       | Jérémy Stravius · Franciaország | 22,99    | Pavel Szankovics · Fehéroroszország                                                                                             | 23,03    |
| 100 m hátúszás              | Mitchell Larkin · Ausztrália | 49,65       | Andrej Sabaszov · Oroszország | 49,69    | Hszü Csia-jü · Kína | 50,02    |
| 200 m hátúszás              | Radoslaw Kawecki · Lengyelország | 1:47,63     | Jacob Pebley · Egyesült Államok | 1:48,98  | Maszaki Kaneko · Japán | 1:49,18  |
| 50 m mellúszás              | Cameron Van Der Burgh · Dél-afrikai Köztársaság | 25,53       | Peter Stevens · Szlovénia | 25,85    | Felipe Lima · Brazília | 25,98    |
| 100 m mellúszás             | Marco Koch · Németország | 56,77       | Vlagyimir Morozov · Oroszország | 57,00    | Fabio Scozzoli · Olaszország | 57,04    |
| 200 m mellúszás             | Marco Koch · Németország | 2:01,21 CR  | Andrew Willis · Nagy-Britannia | 2:02,71  | Mihail Dorinov · Oroszország | 2:03,09  |
| 50 m pillangóúszás          | Chad le Clos · Dél-afrikai Köztársaság | 21,98       | Tom Shields · Egyesült Államok | 22,40    | David Morgan · Ausztrália | 22,47    |
| 100 m pillangóúszás         | Chad le Clos · Dél-afrikai Köztársaság | 48,08 WR    | Tom Shields · Egyesült Államok | 49,04    | David Morgan · Ausztrália | 49,31    |
| 200 m pillangóúszás         | Chad le Clos · Dél-afrikai Köztársaság | 1:48,76     | Tom Shields · Egyesült Államok | 1:49,50  | Daija Szeto · Japán | 1:49,97  |
| 100 m vegyesúszás           | Michael Andrew · Egyesült Államok | 51,84       | Daija Szeto · Japán | 52,01    | Sinri Sioura · Japán | 52,17    |
| 200 m vegyesúszás           | Wang Shun · Kína | 1:51,74     | Philip Heintz · Németország | 1:52,07  | Daija Szeto · Japán | 1:52,89  |
| 400 m vegyesúszás           | Daija Szeto · Japán | 3:59,24     | Max Litchfield · Nagy-Britannia | 4:00,66  | Verrasztó Dávid · Magyarország                                                                                                  | 4:01,56  |
| 4 × 50 m gyorsúszás váltó   | Oroszország · Alekszej Brjanszkij (21,70) · Nyikita Lobincev (21,06) · Alekszandr Popkov (20,85) · Vlagyimir Morozov (20,71) · Kirill Prigoda*                                                            | 1:24,32     | Egyesült Államok · Paul Quinn Powers (21,73) · Blake Pieroni (21,14) · Michael Hunt Chadwick (21,02) · Tom Shields (20,58) · Dillon Randall Virva* · Michael Andrew*       | 1:24,47  | Japán · Koszuke Matsui (21,81) · Kenta Ito (20,96) · Shinri Shioura (20,60) · Junja Koga (21,14)                                | 1:24,51  |
| 4 × 100 m gyorsúszás váltó  | Oroszország · Nyikita Lobincev (47,34) · Mihail Vekoviscsev (46,96) · Vlagyimir Morozov (45,42) · Alekszandr Popkov (46,18) · Alekszej Brjanszkij*                                                        | 3:05,90     | Franciaország · Clement Mignon (46,91) · Jérémy Stravius (46,21) · Jordan Pothain (47,90) · Mehdy Metella (46,33)                                                          | 3:07,35  | Ausztrália · Brayden Mccarthy (47,57) · Daniel Smith (46,84) · David Morgan (47,48) · Tommaso D’Orsogna (45,87) · Jack Gerrard* | 3:07,76  |
| 4 × 200 m gyorsúszás váltó  | Oroszország · Mihail Dovgaljuk (1:44,27) · Mihail Vekoviscsev (1:42,86) · Artyom Lobuzov (1:44,04) · Alekszandr Krasznih (1:40,93) · Danyiil Paszinkov*                                                   | 6:53,34     | Egyesült Államok · Blake Pieroni (1:43,14) · Jacob Pebley (1:43,38) · Pace Talmadge Clark (1:44,16) · Zane Grothe (1:42,66)                                                | 6:53,54  | Japán · Juki Kobori (1:43,97) · Daija Szeto (1:42,54) · Cubasa Amai (1:44,11) · Kacuhiro Macumoto (1:42,92)                     | 6:53:72  |
| 4 × 50 m vegyesúszás váltó  | Oroszország · Andrej Sabaszov (23,46) · Kirill Prigoda (25,52) · Alekszandr Popkov (22,08) · Vlagyimir Morozov (20,46) · Grigorij Taraszevics* · Oleg Kosztyin* · Danyiil Pahomov* · Alekszej Brjanszkij* | 1:31,52     | Egyesült Államok · Jacob Pebley (23,54) · Cody Miller (25,68) · Tom Shields (21,94) · Michael Hunt Chadwick (20,81) · Matthew Josa* · Michael Andrew* · Paul Quinn Powers* | 1:31,97  | Fehéroroszország · Pavel Szankovics (23,05) · Ilja Szimanovics (25,82) · Javhen Curkin (22,59) · Anton Latkin (21,03)           | 1:32,49  |
| 4 × 100 m vegyesúszás váltó | Oroszország · Andrej Sabaszov (50,30) · Kirill Prigoda (55,78) · Alekszandr Harlanov (49,51) · Vlagyimir Morozov (45,58) · Grigorij Taraszevics* · Oleg Kosztyin* · Alekszandr Popkov*                    | 3:21,17     | Ausztrália · Mitchell Larkin (50,24) · Tommy Sucipto (57,46) · David Morgan (49,32) · Tommaso D’Orsogna (46,54) · Bobby Hurley* · Daniel Smith*                            | 3:23,56  | Japán · Junja Koga (50,26) · Josiki Jamanaka (57,57) · Takesi Kavamoto (50,02) · Shinri Shioura (46,86) · Kenta Ito*            | 3:24,71  |

### Nők
| Versenyszám                 | Arany | Arany      | Ezüst | Ezüst   | Bronz | Bronz   |
| --------------------------- | --- | ---------- | --- | ------- | --- | ------- |
| 50 m gyorsúszás             | Ranomi Kromowidjojo · Hollandia | 23,60      | Silvia Di Pietro · Olaszország | 23,90   | Madison Kennedy · Egyesült Államok | 23,93   |
| 100 m gyorsúszás            | Brittany Elmslie · Ausztrália | 51,81      | Ranomi Kromowidjojo · Hollandia | 51,92   | Penny Oleksiak · Kanada | 52,01   |
| 200 m gyorsúszás            | Federica Pellegrini · Olaszország | 1:51,73    | Hosszú Katinka · Magyarország | 1:52,28 | Taylor Ruck · Egyesült Államok | 1:52,50 |
| 400 m gyorsúszás            | Leah Smith · Egyesült Államok | 3:57,78    | Veronika Popova · Oroszország | 3:58.90 | Igarasi Csihiro · Japán | 3:59.41 |
| 800 m gyorsúszás            | Leah Smith · Egyesült Államok | 8:10,17    | Ashley Twichell · Egyesült Államok | 8:11,95 | Kiah Melverton · Ausztrália | 8:16,51 |
| 50 m hátúszás               | Etiene Medeiros · Brazília | 25,82      | Hosszú Katinka · Magyarország | 25,99   | Alexandra Margaret de Loof · Egyesült Államok | 26,14   |
| 100 m hátúszás              | Hosszú Katinka · Magyarország | 55,54      | Kylie Jacqueline Masse · Kanada | 56,24   | Georgia Davies · Nagy-Britannia | 56,45   |
| 200 m hátúszás              | Hosszú Katinka · Magyarország | 2:00,79    | Darina Zevina · Ukrajna | 2:02,25 | Emily Seebohm · Ausztrália | 2:02,65 |
| 50 m mellúszás              | Lilly King · Egyesült Államok | 28,92      | Alia Atkinson · Jamaica | 29,11   | Molly Hannis · Egyesült Államok | 29,58   |
| 100 m mellúszás             | Alia Atkinson · Jamaica | 1:03,03    | Lilly King · Egyesült Államok | 1:03,35 | Molly Hannis · Egyesült Államok | 1:03,89 |
| 200 m mellúszás             | Molly Renshaw · Nagy-Britannia | 2:18,51    | Kelsey Lauren Wog · Kanada | 2:18,52 | Chloe Tutton · Nagy-Britannia | 2:18,83 |
| 50 m pillangóúszás          | Jeanette Ottesen · Dánia | 24,92      | Kelsi Worrell · Egyesült Államok | 25,27   | Ikee Rikako · Japán | 25,32   |
| 100 m pillangóúszás         | Hosszú Katinka · Magyarország | 55,12      | Kelsi Worrel · Egyesült Államok | 55,22   | Ikee Rikako · Japán | 55,64   |
| 200 m pillangóúszás         | Hosszú Katinka · Magyarország | 2:02,15    | Kelsi Worrel · Egyesült Államok | 2:02,89 | Zhang Yufei · Kína | 2:05,10 |
| 100 m vegyes úszás          | Hosszú Katinka · Magyarország | 57,24      | Emily Seebohm · Ausztrália | 57,97   | Alia Atkinson · Jamaica | 58,04   |
| 200 m vegyesúszás           | Hosszú Katinka · Magyarország | 2:02,90    | Ella Eastin · Egyesült Államok | 2:05,02 | Madisyn Cox · Egyesült Államok | 2:08,95 |
| 400 m vegyesúszás           | Hosszú Katinka · Magyarország | 4:21,67    | Ella Eastin · Egyesült Államok | 4:27,74 | Madisyn Cox · Egyesült Államok | 4:27,78 |
| 4 × 50 m gyorsúszás váltó   | Kanada · Michelle Williams (24,07) · Sandrine Mainville (23,62) · Taylor Ruck (23,77) · Penny Oleksiak (23,54) · Alexia Zevnik*Sarah Darcel*                                                             | 1:35,00    | Hollandia · Tamara van Vliet (24,45) · Ranomi Kromowidjojo (23,11) · Maaike de Waard (24,09) · Kim Busch (23,72) · Maud van der Meer*                 | 1:35,37 | Olaszország · Silvia di Pietro (23,92) · Erika Ferraioli (23,52) · Aglaia Pezzato (24,06) · Federica Pellegrini                                          | 1:35,61 |
| 4 × 100 m gyorsúszás váltó  | Egyesült Államok · Amanda Weir (52,95) · Kelsi Worrel (51,04) · Madison Kennedy (52,84) · Mallory Comerford (51,99) · Katrina Marie Konopka*Katie Drabot* · Alexandra Margaret de Loof*                  | 3:28,82    | Olaszország · Erika Ferraioli (53,51) · Silvia di Pietro (52,06) · Aglaia Pezzato (52,52) · Federica Pellegrini (52,19)                               | 3:30,28 | Hollandia · Maud van der Meer (53,48) · Marrit Steenberger (53,17) · Maaike de Waard (53,09) · Ranomi Kromowidjojo (51,36) · Kim Busch* · Robin Neumann* | 3:31,10 |
| 4 × 200 m gyorsúszás váltó  | Kanada · Katerine Savard (1:55,53) · Taylor Ruck (1:51,69) · Kennedy Goss (1:54,62) · Penny Oleksiak (1:52,05) · Alexia Zevnik*                                                                          | 7:33,89    | Egyesült Államok · Leah Smith (1:54,87) · Mallory Comerford (1:53,32) · Sarah Gibson (1:55,43) · Madisyn Cox (1:55,03) · Katie Drabot*                | 7:38,65 | Oroszország · Darja Mullakajeva (1:57,53) · Darja Usztyinova (1:55,13) · Arina Opjoniseva (1:54,83) · Veronyika Popova (1:52,44) · Irina Krivonogova*    | 7:39,93 |
| 4 × 50 m vegyesúszás váltó  | Egyesült Államok · Alexandra Margaret de Loof (26,12) · Lilly King (28,78) · Kelsi Worrel (24,44) · Katrina Marie Konopka (23,93) · Molly Hannis* · Sarah Gibson*                                        | 1:43,27 WR | Olaszország · Silvia Scalia (26,96) · Martina Carraro (30,12) · Silvia di Pietro (24,88) · Erika Ferraioli (23,42) · Aglaia Pezzato*                  | 1:45,38 | Dánia · Mie Oe Nielsen (26,71) · Matilde Schroder (30,67) · Emilie Beckmann (24,96) · Jeanette Ottesen (23,64)                                           | 1:45,98 |
| 4 × 100 m vegyesúszás váltó | Egyesült Államok · Alexandra Margaret de Loof (56,68) · Lilly King (1:03,71) · Kelsi Worrel (55,48) · Mallory Comerford (52,02) · Hellen Stewart Moffitt* · Molly Hannis* · Sarah Gibson* · Amanda Weir* | 3:47,89    | Kanada · Kylie Jacqueline Masse (56,29) · Rachel Nicol (1:05,13) · Katerine Savard (56,38) · Penny Oleksiak (51,07) · Hilary Caldwell* · Taylor Ruck* | 3:48,87 | Ausztrália · Emily Seebohm (56,18) · Jessica Leigh Hansen (1:04,83) · Emiliy Washer (56,90) · Brittany Elmslie (51,75)                                   | 3:49,66 |

### Vegyes
| Versenyszám                | Arany | Arany   | Ezüst | Ezüst   | Bronz | Bronz   |
| -------------------------- | --- | ------- | --- | ------- | --- | ------- |
| 4 × 50 m gyorsúszás váltó  | Oroszország · Alekszej Brjanszkij (21,40) · Vlagyimir Morozov (20,44) · Marija Kameneva (24,01) · Rozalija Naszretgyinova (23,88) · Alekszandr Popkov*                                               | 1:29,73 | Hollandia · Jesse Puts (21,27) · Nyls Korstanje (21,15) · Ranomi Kromowidjojo (23,34) · Maaike de Waard (24,06) · Kim Busch* · Tamara van Vliet* | 1:29,82 | Kanada · Yuri Kisil (21,39) · Markus Thormeyer (21,28) · Michelle Williams (23,48) · Sandrine Mainville (23,68) · Mirando-Florent Richard-Jarry* · Alexia Zevnik* · Katerine Savard* | 1:29,83 |
| 4 × 50 m vegyesúszás váltó | Egyesült Államok · Tom Shields (23,45) · Lilly King (28,74) · Kelsi Worrel (24,59) · Michael Hunt Chadwick (20,44) · Alexandra Margaret de Loof* · Cody Miller* · Matthew Josa* · Mallory Comerford* | 1:37,22 | Brazília · Etiene Medeiros (25,93) · Felipe Lima (25,46) · Nicholas Santos (21,93) · Larissa Oliveira (24,42)                                    | 1:37,74 | Japán · Junja Koga (22,74) · Josiki Jamanaka (26,46) · Rikako Ikee (24,89) · Szajuki Oucsi (24,34) · Emi Moronuki* · Takesi Kavamoto*                                                | 1:38,45 |

## Magyar szereplés
Magyarország 10 férfi és 5 női versenyzővel képviseltette magát.
| Érem  | Versenyző       | Versenyszám    | Dátum        |
| ----- | --------------- | -------------- | ------------ |
| Arany | Hosszú Katinka  | 400 m vegyes   | december 6.  |
| Arany | Hosszú Katinka  | 200 m pillangó | december 7.  |
| Arany | Hosszú Katinka  | 100 m hát      | december 7.  |
| Arany | Hosszú Katinka  | 200 m hát      | december 8.  |
| Arany | Hosszú Katinka  | 100 m vegyes   | december 9.  |
| Arany | Hosszú Katinka  | 200 m vegyes   | december 10. |
| Arany | Hosszú Katinka  | 100 m pillangó | december 11. |
| Ezüst | Hosszú Katinka  | 200 m gyors    | december 6.  |
| Ezüst | Hosszú Katinka  | 50 m hát       | december 10. |
| Bronz | Bernek Péter    | 400 m gyors    | december 6.  |
| Bronz | Verrasztó Dávid | 400 m vegyes   | december 10. |